# Селма Ергеч
Селма Ергеч (тур. Selma Ergeç; Хам, 1. новембар 1978) турска је глумица. Позната је по улози султаније Хатиџе у серији Сулејман Величанствени.

## Биографија
Рођена је 1. новембра 1978. године у Хаму. Мајка јој је Немица, а отац Турчин. У једном интервјуу је изјавила да њена породица по оцу потиче из лозе Махмуда II, султана Османског царства. Студирала је медицину на Универзитету у Минстеру 3 године, као и психологију и филозофију на Универзитету у Хагену. Године 2000. почела је да се бави моделингом. Течно говори немачки, енглески, турски и француски језик, а у одређеној мери разуме и италијански.

## Филмографија
| Улоге Селме Ергеч |                        |               |                    |          |
| Година            | Српски назив           | Изворни назив | Улога              | Напомена |
| 2007—2009.        | Аси                    |               | Дефне Козџоглу     |          |
| 2011—2013.        | Сулејман Величанствени |               | султанија Хатиџе   |          |
| 2016.             | Ти си моја домовина    |               | Халиде Едип Адивар |          |
| 2021—2023.        | Невина                 |               | Селен Короглу      |          |